# Mallasandra, Kolar
Mallasandra là một làng thuộc tehsil Kolar, huyện Kolar, bang Karnataka, Ấn Độ.